# Sofia Larsson
Sofia Larsson, född 22 juli 1988, är en svensk diskuskastare. Hon deltog vid Europamästerskapen i friidrott 2010, mest för att se och lära. Larsson har tidigare också deltagit i VM 2009 och Finnkampen. Hon har vunnit SM fyra år i rad 2013-2016. 

## Karriär
Sofia Larsson deltog vid junior-EM i Hengelo i Nederländerna år 2007 men slogs ut i försöken med 45,91 m, 5 cm från finalplats.
Vid U23-EM i Kaunas, Litauen år 2009 kom hon i juli på en fin fjärdeplats med 53,74. I augusti 2009 deltog hon vid VM i Berlin, men slogs ut i kvalet efter att ha kastat 54,28.
Vid EM i Barcelona 2010 blev hon utslagen i kvalet.
Vid EM i Zürich 2014 tog hon sig till final med 54,22 och kom där på en elfteplats med 51,81.
Vid Europamästerskapen i Amsterdam i juli år 2016 blev Sofia Larsson utslagen i kvalet i diskuskastning, med resultatet 56,02 (säsongsbästa).
Sofia Larsson utsågs 2015 till Stor grabb/tjej nummer 538 i friidrott.

## Personliga rekord
| Utomhus - Kula – 13,62 (Umeå 3 augusti 2014) - Diskus – 59,25 (Södertälje 6 juni 2015) - Spjut – 42,51 (Tammerfors, Finland 6 september 2008) | Inomhus - Diskus – 55,49 (Tammerfors, Finland 5 februari 2011) |

### Fotnoter
1. ↑  ”Tävlingsårsskiftesövergångar 15 november 2012”. friidrott.se. 24 oktober 2012. Arkiverad från originalet den 17 juni 2017. https://web.archive.org/web/20170617203727/http://www.friidrott.se/forbundsinfo/overgangar/arsskifte1213.aspx. Läst 21 oktober 2017.
2. ↑  ”Stora SM 2008, dag 1”. trackandfield.se. http://www.trackandfield.se/Resultat/2008/080801.htm. Läst 20 maj 2013.
3. ↑  ”Stora SM 2009”. Arkiverad från originalet den 13 december 2009. https://archive.is/20091213202749/http://88.131.109.176/folksam/sm09/resultat.php. Läst 23 april 2013.
4. ↑  ”Stora SM 2010, dag 2”. trackandfield.se. http://www.trackandfield.se/resultat/2010/100820.htm. Läst 2 september 2013.
5. ↑  ”Stora SM 2013, dag 2”. trackandfield.se. Arkiverad från originalet den 3 september 2013. https://web.archive.org/web/20130903064049/http://www.trackandfield.se/resultat/2013/130830.htm. Läst 2 september 2013.
6. ↑  ”Stora SM 2014, dag 1” (htm). trackandfield.se. http://www.trackandfield.se/resultat/2014/140801.htm. Läst 21 oktober 2014.
7. ↑  ”Stora SM 2015, dag 3”. trackandfield.se. http://www.trackandfield.se/resultat/2015/150809.htm. Läst 31 oktober 2015.
8. ↑  ”Stora SM 2016”. Arkiverad från originalet den 23 augusti 2017. https://web.archive.org/web/20170823210252/http://212.247.216.72/friidrott/sm16/Resultat.php. Läst 1 november 2016.
9. 1 2 3 4  ”Personsida hos IAAF” (på engelska). iaaf.org. https://www.iaaf.org/athletes/sweden/sofia-larsson-235323. Läst 17 oktober 2018.
10. ↑  DN-artikel inför EM 2010
11. ↑  ”European Athletics U20 Championships - Hengelo 2007” (på engelska). european-athletics.org. http://www.european-athletics.org/competitions/european-athletics-u20-championships/history/year=2007/results/index.html#. Läst 15 november 2017.
12. ↑  ”European Athletics U23 Championships - Kaunas 2009” (på engelska). european-athletics.org. http://www.european-athletics.org/competitions/european-athletics-u23-championships/history/year=2009/results/index.html#. Läst 20 oktober 2017.
13. ↑  ”Discus Throw Women - 12th IAAF World Championships In Athletics Berlin (Olympiastadion), Germany 15 Aug 2009 - 23 Aug 2009” (på engelska). iaaf.org. https://www.iaaf.org/competitions/iaaf-world-championships/12th-iaaf-world-championships-in-athletics-3658/results/women/discus-throw/qualification/result. Läst 12 januari 2017.
14. ↑  ”European Athletics Championships - Barcelona 2010” (på engelska). european-athletics.org. http://www.european-athletics.org/competitions/european-athletics-championships/history/year=2010/results/index.html. Läst 6 april 2017.
15. ↑  ”European Athletics Championships - Zürich 2014” (på engelska). european-athletics.org. http://www.european-athletics.org/competitions/european-athletics-championships/history/year=2014/results/index.html. Läst 29 mars 2017.
16. ↑  ”EM 4: Diskusfinal med Sofia”. friidrott.se. 15 augusti 2014. Arkiverad från originalet den 29 mars 2017. https://web.archive.org/web/20170329233419/http://www.friidrott.se/nyheter.aspx?id=17061. Läst 29 mars 2017.
17. ↑  ”European Athletics Championships - Amsterdam 2016” (på engelska). european-athletics.org. http://www.european-athletics.org/competitions/european-athletics-championships/history/year=2016/results/. Läst 29 december 2016.
18. ↑  ”Stora grabbars märke”. friidrott.se. Arkiverad från originalet den 31 mars 2016. https://web.archive.org/web/20160331202525/http://www.friidrott.se/historik/storagrabbar.aspx. Läst 24 januari 2017.
19. ↑  ”Stora Grabbar personpresentation”. storagrabbar.se. http://www.storagrabbar.se/grabbar_11.html. Läst 24 januari 2017.
20. 1 2 3 4  ”Personsida på European Athletics' webbplats” (på engelska). european-athletics.org. http://www.european-athletics.org/athletes/group=l/athlete=129803-larsson-sofia/index.html. Läst 17 oktober 2018.